# ماكس إهريش
ماكس إهريش (بالإنجليزية: Max Ehrich) مواليد 24 يونيو 1991 في نيوجيرسي، هو ممثل أمريكي بدأ مسيرته الفنية سنة 2004.

## الأعمال

### أفلام
- هاي سكول ميوزيكال 3: سينيور يير (2008)

### مسلسلات
- بيتي القبيحة (2008) (بدور: راندي)
- آي كارلي (2010) (بدور: آدم)
- ذا ينغ أند ذا رستلس (2012)
- القانون والنظام: الوحدة الخاصة للضحايا (2014) (بدور: دانييل بريور)
- تحت القبة (2014) (بدور: هنتر ماي)
- المسار (2016) (بدور: فريدي ريدج)

## الجوائز
| السنة | الجائزة             | الفئة                                                            | النتيجة | مرجع  |
| ----- | ------------------- | ---------------------------------------------------------------- | ------- | ----- |
| 2011  | جائزة الفنان الصغير | أفضل أداء في فيلم تلفزيوني، مسلسل قصير أو حلقة خاصة - ممثل مساعد | رُشِّح     | [ 2 ] |
| 2012  | جائزة الفنان الصغير | أفضل أداء في مسلسل تلفزيوني - ممثل شاب ضيف 18-21                 | رُشِّح     | [ 3 ] |
| 2013  | جائزة إيمي داي تايم | جائزة إيمي داي تايم لـ أفضل ممثل شاب في مسلسل دراما              | رُشِّح     |       |
| 2014  | جائزة إيمي داي تايم | أفضل ممثل شاب في مسلسل دراما                                     | رُشِّح     | [ 4 ] |
| 2015  | جائزة إيمي داي تايم | أفضل ممثل شاب في مسلسل دراما                                     | رُشِّح     | [ 5 ] |
| 2016  | جائزة إيمي داي تايم | أفضل ممثل شاب في مسلسل دراما                                     | رُشِّح     | [ 6 ] |

## روابط خارجية
- ماكس إهريش على موقع IMDb (الإنجليزية)
- ماكس إهريش على موقع ألو سيني (الفرنسية)
- ماكس إهريش على موقع ميوزك برينز (الإنجليزية)
- ماكس إهريش على موقع قاعدة بيانات الفيلم (الإنجليزية)
- ماكس إهريش على موقع كينوبويسك (الروسية)